# Longwan
Der Stadtbezirk Longwan (龙湾区,  Lóngwān Qū) ist ein Stadtbezirk der bezirksfreien Stadt Wenzhou in der chinesischen Provinz Zhejiang. Er hat eine Fläche von 217,5 km² und zählt 766.829 Einwohner (Stand: Zensus 2020). Den Namen erhielt der Bezirk, der Sage nach, nach dem Daluo-Gebirge. Es schlängelt sich nach Nord-Osten wie ein riesiger Drache, der in den Fluss eindringt. Dieser Drache wurde Longwan genannt.